# Суперлига Србије у америчком фудбалу 2014.
Суперлига Србије у америчком фудбалу 2014. или због спонзора Спорт клуб Суперлига је десета сезона највишег ранга такмичења америчког фудбала у Србији.
Сезона је почела 5. априла 2014. године утакмицом између прошлогодишњег вицешампиона Крагујевац вајлд борса и новог суперлигаша Инђија индијанса. Прваци Суперлиге Србије постали су Вукови Београд који је у финалу са 27:17 победили Крагујевац вајлд борсе.

## Систем такмичења
У лиги учествују 8 клубова који играју по једнокружном бод систему, сваки клуб одигра по 7 мечева. Прва четири клуба пласирају се у плеј-оф, док два последњепласирана клуба испадају у нижи ранг такмичења, Прву лигу Србије. У плеј офу се игра на један добијени меч, а предност домаћег терена се одређује на основу позиције на табели у регуларном делу сезоне.

## Клубови
| Клуб           | Место      |
| -------------- | ---------- |
| Блу драгонси   | Београд    |
| Вукови         | Београд    |
| Вајлд борси    | Крагујевац |
| Дјукси         | Нови Сад   |
| Императори     | Ниш        |
| Индијанси      | Инђија     |
| Пантерси       | Панчево    |
| Форестлендерси | Младеновац |

## Резултати[1][2]
1.коло
| Датум         | Клуб                   | Клуб                      | Резултат |
| ------------- | ---------------------- | ------------------------- | -------- |
| 5. април 2014 | Вајлд борси Крагујевац | Индијанси Инђија          | 37:7     |
| 5. април 2014 | Вукови Београд         | Форестлендерси Младеновац | 46:6     |
| 6. април 2014 | Блу драгонси Београд   | Императори Ниш            | 14:31    |
| 6. април 2014 | Дјукси Нови Сад        | Пантерси Панчево          | 55:0     |

2.коло
| Датум          | Клуб                      | Клуб                   | Резултат |
| -------------- | ------------------------- | ---------------------- | -------- |
| 12. април 2014 | Вукови Београд            | Вајлд борси Крагујевац | 17:16    |
| 12. април 2014 | Форестлендерси Младеновац | Императори Ниш         | 16:38    |
| 13. април 2014 | Индијанси Инђија          | Дјукси Нови Сад        | 6:39     |
| 13. април 2014 | Пантерси Панчево          | Блу драгонси Београд   | 20:16    |

3.коло
| Датум          | Клуб                   | Клуб                      | Резултат |
| -------------- | ---------------------- | ------------------------- | -------- |
| 26. април 2014 | Вајлд борси Крагујевац | Форестлендерси Младеновац | 45:6     |
| 26. април 2014 | Блу драгонси Београд   | Индијанси Инђија          | 13:16    |
| 27. април 2014 | Дјукси Нови Сад        | Вукови Београд            | 14:34    |
| 27. април 2014 | Императори Ниш         | Пантерси Панчево          | 38:35    |

4.коло
| Датум        | Клуб                      | Клуб                 | Резултат |
| ------------ | ------------------------- | -------------------- | -------- |
| 10. мај 2014 | Вукови Београд            | Блу драгонси Београд | 42:14    |
| 11. мај 2014 | Форестлендерси Младеновац | Пантерси Панчево     | 14:28    |
| 11. мај 2014 | Индијанси Инђија          | Императори Ниш       | 21:28    |
| 11. мај 2014 | Вајлд борси Крагујевац    | Дјукси Нови Сад      | 27:33    |

5.коло
| Датум        | Клуб                 | Клуб                      | Резултат |
| ------------ | -------------------- | ------------------------- | -------- |
| 25. мај 2014 | Дјукси Нови Сад      | Форестлендерси Младеновац | 42:14    |
| 25. мај 2014 | Пантерси Панчево     | Индијанси Инђија          | 35:14    |
| 27. мај 2014 | Императори Ниш       | Вукови Београд            | 0:49     |
| 1. јун 2014  | Блу драгонси Београд | Вајлд борси Крагујевац    | 0:30     |

6.коло
| Датум       | Клуб                      | Клуб                 | Резултат |
| ----------- | ------------------------- | -------------------- | -------- |
| 7. јун 2014 | Форестлендерси Младеновац | Индијанси Инђија     | 13:36    |
| 7. јун 2014 | Вукови Београд            | Пантерси Панчево     | 34:7     |
| 8. јун 2014 | Вајлд борси Крагујевац    | Императори Ниш       | 51:0     |
| 8. јун 2014 | Дјукси Нови Сад           | Блу драгонси Београд | 47:8     |

7.коло
| Датум        | Клуб                 | Клуб                      | Резултат |
| ------------ | -------------------- | ------------------------- | -------- |
| 14. јун 2014 | Пантерси Панчево     | Вајлд борси Крагујевац    | 12:35    |
| 15. јун 2014 | Императори Ниш       | Дјукси Нови Сад           | 6:34     |
| 15. јун 2014 | Индијанси Инђија     | Вукови Београд            | 13:54    |
| 22. јун 2014 | Блу драгонси Београд | Форестлендерси Младеновац | 34:13    |

### Табела
|  | Пласирали се у плеј-оф |
|  | Испали у Прву лигу     |

| #  | Клуб                      | ИГ | П | ИЗ | ПД  | ПП  | ПР   | %     |
| -- | ------------------------- | -- | - | -- | --- | --- | ---- | ----- |
| 1. | Вукови Београд            | 7  | 7 | 0  | 276 | 70  | +106 | 1.000 |
| 2. | Дјукси Нови Сад           | 7  | 6 | 1  | 274 | 102 | +172 | 0.857 |
| 3. | Вајлд борси Крагујевац    | 7  | 5 | 2  | 241 | 75  | +176 | 0.714 |
| 4. | Императори Ниш            | 7  | 4 | 3  | 141 | 220 | -79  | 0.571 |
| 5. | Пантерси Панчево          | 7  | 3 | 4  | 144 | 181 | -37  | 0.429 |
| 6. | Индијанси Инђија          | 7  | 2 | 5  | 113 | 219 | -106 | 0.286 |
| 7. | Блу драгонси Београд      | 7  | 1 | 6  | 103 | 248 | -145 | 0.167 |
| 8. | Форестлендерси Младеновац | 7  | 0 | 7  | 78  | 220 | -142 | 0.000 |

ИГ = одиграо, П = победио, ИЗ = изгубио, ПД = поена дао, ПП = поена примио, ПР = поен-разлика, % = проценат успешности

## Плеј-оф

### Полуфинале
| Датум        | Клуб            | Клуб                   | Резултат |
| ------------ | --------------- | ---------------------- | -------- |
| 28. јун 2014 | Вукови Београд  | Императори Ниш         | 35:22    |
| 28. јун 2014 | Дјукси Нови Сад | Вајлд борси Крагујевац | 21:26    |

### Финале
| Датум       | Клуб           | Клуб                   | Резултат |
| ----------- | -------------- | ---------------------- | -------- |
| 5. јул 2014 | Вукови Београд | Вајлд борси Крагујевац | 27:17    |

| Првак Суперлиге Србије 2014. |
| ---------------------------- |
| Вукови Београд 7. титула     |

## Статистика
Најбољи дефанзивни играч
- Небојша Мирковић (Дјукси Нови Сад)

Најбољи офанзивни играч
- Растко Јокић (Дјукси Нови Сад)

Најбољи страни играч
- Ајк Витакер (Вајлд борси Крагујевац)